# Jean Rouch en zijn camera in het hart van Afrika
Jean Rouch en zijn camera in het hart van Afrika (Engels: Jean Rouch and His Camera in the Heart of Africa) is een film van de Nederlandse cineast Philo Bregstein uit 1978. 
Het betreft een filmportret van de Franse cineast en antropoloog Jean Rouch. De film werd opgenomen in 1977 in Niamey, Niger, waar Rouch sinds 1946 in samenwerking met zijn Afrikaanse vrienden Damoure Zika, Lam Ibrahima Dia en Tallou Mouzourane filmde. Rouch bleek veel jonge Nigeriaanse wetenschappers en cineasten te hebben gestimuleerd, onder meer via het mede door hem in Niamey opgerichte Institut de Recherche en Sciences Humaines (IRSH). Hij richtte daarbij een filmafdeling op  die jarenlang het centrum van de Nigeriaanse cineasten was. De NOS gaf Philo Bregstein de gelegenheid met een Afrikaanse crew uit Niger te werken, en in zijn eentje de hele maand december 1977 in Niamey te zijn, weliswaar onder de supervisie van Rouch. Deze film is het enige document over Rouch dat opgenomen is op zijn werkgebied in Afrika tezamen met zijn Afrikaanse medewerkers en vrienden.